# Riel cambojano
O riel (em Khmer: រៀល; código: KHR; plural em português: riéis) é a moeda do Camboja. Houve dois riéis distintos, o primeiro emitido entre 1953 e maio de 1975, e o segundo passou a ser emitido a partir de 1 de abril de 1980. Entre junho de 1975 e março de 1980, o Camboja não possuiu sistema monetário. No entanto, essa moeda nunca ganhou muita aceitação do público, com a maioria dos cambojanos preferindo moeda estrangeira. A operação de manutenção de paz das Nações Unidas, de 1993, injetou uma grande quantidade de dólares na economia local. Como resultado, o dólar se tornou uma moeda comum do país. Notas de riel são usadas para valores em dólares fracionários, já que moedas norte-americanas não estão em circulação. O símbolo é codificado em Unicode em U + 17dB, um símbolo khmer para a moeda. 
As crenças populares sugerem que o nome da moeda vem do peixe do rio Mekong, o riel ("peixe pequeno" em khmer). É mais provável que o nome derive do alto teor de prata real mexicana usada pelos malaios, indianos e comerciantes chineses em meados do século XIX no Camboja.